# Aït Amar
Aït Amar (en kabyle : At Ɛmer, ⴰⵜ ⵄⵎⴰⵔ en tifinagh) est un village de Kabylie, situé dans la commune d'Ait Bouaddou , daïra de Iwadiyen Ouadhia.

## Géographie

### Géolocalisation
Le village d'Aït Amar se situe à l'ouest de la commune d'Aït Bouaddou.
Villages limitrophes et régions : Du Nord(Azaghar). Du Nord-Est (Ait Mallem , Takherradjit et Tamkarbout). De l'Est (Ait Djemaa et Ait Ouel Hadj et Ait Irane).Du Sud-Est  (Ait Djemaa et Djurdjura). Du sud  (Ibadissen et Djurdjura). Du Sud-Ouest (At Buɣerdan). De l'Ouest (At Buɣerdan). Du Nord-Ouest  (Azaɣar,Anagu,Tiniri)

## Histoire
Le village Ait Amar fait partie intégrante de la commune d’Ait Bouaddou. Il est situé à l’ouest d’Ait Djemaa chef-lieu de la commune.
Ait Amar est composé de cinq familles (Idarman) ;
- AT-UMEZIAN : Comprenant les noms de famille AKLI, RAMDANI, SAIDANI, SADANI, KESSAI.
- AT-TAVU : Comprenant les noms de famille TABBOU, HADJALI, TAIB, ATMANE, HARBI, ZAROUK.
- IMADUCEN : Comprenant les noms de famille IMADOUCHENE, BOUDJEMA, BOUILLES.
- IMRABĐEN : Comprenant les noms de famille MEDJDOUB, BELKESSAM, MENSOURI, HADJTAIB, BOUARABA.
- AT-ŢAΣQILT : Comprenant les noms de famille TAKILT, TEKLI, HAREB.

À l’Est d’Ait Amar se trouve Ait-Djema, au Nord-Ouest la forêt de Tiniri, à l'Ouest la commune d’At-Vuγerdan (Assi Youcef), au sud le village d’Ibadissen et la majestueuse montagne du Djurdjura et au nord, la plaine Anagu et Azaghar s’étendant jusqu'à Tizi N Tleta.
La superficie du village serait de 27000 m2. La population est d’environ 3000 âmes.
Historiquement, Aït-Amar s'appelait Aεfir et fut le plus grand village d’Aït-Bouaddou. Certaines sources évoquent le nombre de 18 000 hommes majeurs (sans compter les femmes et les moins de 18 ans). La population fut presque totalement décimée par la peste au XVe siècle. Ceux qui eurent la vie sauve désertèrent les lieux.
Le village ne dut sa reconstruction que grâce à un berger venant d’Aït Rgan qui, en découvrant un endroit déserté par ses habitants mais qui avait, entre-temps, retrouvé une nouvelle vie à travers une flore luxuriante et des sources d'eaux abondantes, avait lancé un appel en direction des survivants, réfugiés çà et là, afin de regagner leur village. On dit que le berger du nom de Essaid Bwarav qui a lui-même fini par s'y installer, devenant ainsi l'ascendant des Hareb, s'était mis à appeler dans toutes les directions « A taεmar, A taεmar... !!! » qui voulait dire que « l'endroit s'était empli de vitalité". C'est à partir de là que le village prit le nom de At-Aεmar (Aït-Amar). Les traces de l'antique village Aεfir sont à ce jour visibles au lieu-dit "Agwni bwaεfir".
En plus des miraculés des familles originaires du village, Essaid Bwarav ramena de la région de Bouira, Mbarek Waaqil qui deviendra l'ancêtre des AT-ŢAΣQILT. Les HARBI et les ATMANE arriveront quelques siècles après.

## Personnalités
Essaid Bwarav : un homme d'une grande sagesse et de courage qui a pu rassembler les villageois qui ont abandonné le village à la suite de l'épidémie de peste survenue au XVIe siècle et plusieurs interventions pour régler des litiges entre les villages et même les douars limitrophes. Il a laissé plusieurs poèmes ou citations dont la plus célèbre est:" D-acu izedɣen icarfan? D-elbaz akked imiɛruf.
D-acu izedɣen tiẓegwa? D-izem akked u-helluf. 
D-anwa iɛemren tudrin ? D-uhdiq akked u-mencuf.
Ttxilek a-lbaz,ur yettaǧǧa s-imiɛruf,
Ttxilek a-yizem,ur yettaǧǧa d-uhelluf,
Ttxilek a-yuhdiq,ur  yettaǧǧa d-umencf"
Tekli Mohamed dit El Hadj Muhamed Bwakli :
Un grand homme qui a donné sa vie pour l'Algérie était l'un des premiers de toute la région limitrophe qui a participé pour la réussite de la déclaration du 1er novembre 1954, il est tombé au champ d'honneur le 12 juillet 1955 à "kuriet" dans la région d'Aguni Geɣran .

Eldjouhar n'athmadhouch: Femme courageuse qui a servi imjouhadh pendant la guerre d''Algérie.